# Iso Ristineva - Pikku Ristineva
Iso Ristineva - Pikku Ristineva este o arie protejată (arie specială de conservare — SAC, sit de importanță comunitară — SCI) din Finlanda întinsă pe o suprafață de 272 ha, integral pe uscat.

## Localizare
Centrul sitului Iso Ristineva - Pikku Ristineva este situat la coordonatele 63°46′06″N 23°30′50″E / 63.7683°N 23.5139°E.

## Înființare
Situl Iso Ristineva - Pikku Ristineva a fost declarat sit de importanță comunitară în august 1998 pentru a proteja un număr necunoscut de specii din flora spontană și fauna sălbatică aflate în arealul zonei. Situl a fost protejat și ca arie specială de conservare în aprilie 2015.

## Biodiversitate
Situată în ecoregiunea boreală, aria protejată conține 4 habitate naturale: Lacuri și iazuri distrofice naturale, Turbării active, Turbării Aapa, Mlaștini împădurite.
La baza desemnării sitului se află un număr nedeclarat de specii protejate.
Pe lângă speciile protejate, pe teritoriul sitului au mai fost identificate 2 specii de plante.